# کوریو، نارا
کوریو، نارا (به لاتین: Kōryō, Nara) یک منطقهٔ مسکونی در ژاپن است که در استان نارا واقع شده‌است. کوریو ۳۴٬۵۶۹ نفر جمعیت دارد.